# 에르난지스 호드리게스 다 시우바
에르난지스 호드리게스 다 시우바(포르투갈어: Hernandes Rodrigues da Silva, 1999년 9월 2일 ~ )는 조 에르난지스(Jô Hernandes)라는 이름으로도 알려져 있는 브라질의 축구 선수로 K리그 등록명은 에르난데스였다.

## 클럽 경력
조 에르난지스는 AD 상카에타누에서 유소년 축구를 시작하였으며, 2019년 그레미우의 유소년 팀으로 이적했다.
2020년 그레미우와 1군 계약을 체결하였으나, 브라질 내의 코로나바이러스감염증-19 여파로 인해 캄페오나투 브라질레이루 세리이 A가 연기되었고, 실전 감각 증진을 위해 같은 해 여름 대한민국 K리그2의 전남 드래곤즈로 6개월 간 임대되었다.
2021시즌을 앞두고 경남 FC로 이적했다.
2022년 7월 8일, K리그1의 인천 유나이티드로 이적했다.